# Prăjeni
Prăjeni è un comune della Romania di 3 393 abitanti, ubicato nel distretto di Botoșani, nella regione storica della Moldavia.
Il comune è formato dall'unione di 4 villaggi: Câmpeni, Lupăria, Miletin, Prăjeni.